# Josep Anguera i Bassedas
Josep Anguera i Bassedas (Falset, 20 de juliol de 1877 - Barcelona, 26 de gener de 1913), va ser advocat i poeta. Es dedicà també a la política.
Fill de Josep Anguera i Borràs, terratinent i procurador, i de Rosa Bassedas i Maseres, estudià a l'institut de Reus i es llicencià a la Universitat de Barcelona el 1901. Vinculat a cercles catalanistes, va ser secretari de l'Associació Catalanista de Falset cap al 1900. Participà en diversos certàmens dels Jocs Florals a Barcelona i a Mataró, on guanyà alguns premis. També col·laborà com a organitzador en algunes edicions. El 1896 va publicar el llibre de poesia Tañidos y pulsaciones: poesías originales, imprès a Reus per Hijos de A. Sanjuán, amb un pròleg de Cristóbal Litrán. A partir de 1899 havia publicat articles i poemes al periòdic reusenc La Autonomía, de tendència republicana federal, dirigit per Cristobal Litrán. El 1901 publicà a la segona època de la Revista del Centre de Lectura, també de Reus. Entre el 1905 i 1906 publicà a la revista cultural i artística barcelonina Art Jove, a la revista Llevor de Sant Feliu de Guíxols i a la revista nacionalista reusenca Pàtria Nova. Va estar present al Primer Congrés Internacional de la Llengua Catalana celebrat el 1906.
L'interès per la acció política el va fer presentar-se pel Partit Republicà Autonomista a les eleccions a la Diputació Provincial el 1909, on va sortir elegit. Participà en diverses comissions i proposà una amnistia pels presos de la Setmana Tràgica. El 1911 es va tornar a presentar a les eleccions, i tornà a ser elegit. Però a mitjans de 1912, emmalaltí i va morir a Barcelona a inicis de 1913.